# Ramiza
Ramiza je žensko osebno ime.

## Izvor imena
Ime Ramiza je ženska oblika moškega osebnega imena Ramiz.

## Pogostost imena
Po podatkih Statističnega urada Republike Slovenije je bilo na dan 31. decembra 2007 v Sloveniji število ženskih oseb z imenom Ramiza: 143.